# ادیویل (آیووا)
ادیویل (به انگلیسی: Eddyville) شهری در ایالت آیووا کشور ایالات متحده آمریکا است که جمعیت آن در سرشماری سال ۲۰۱۰ میلادی، ۱٬۰۲۴ نفر بوده‌است.